# Seznam rychlostí v přírodě
Rychlost pohybu organismů v přírodě je známa jen poměrně vágně. U některých živočichů máme údaje poměrně přesné, získané experimenty a pozorováním v jejich přirozeném prostředí, u jiných (maximální) rychlost pohybu pouze hrubě odhadujeme. Následuje přehled známých hodnot maximálních rychlostí pohybu u různých živočichů.

## Rychlosti organismů v přírodě
Bezobratlí

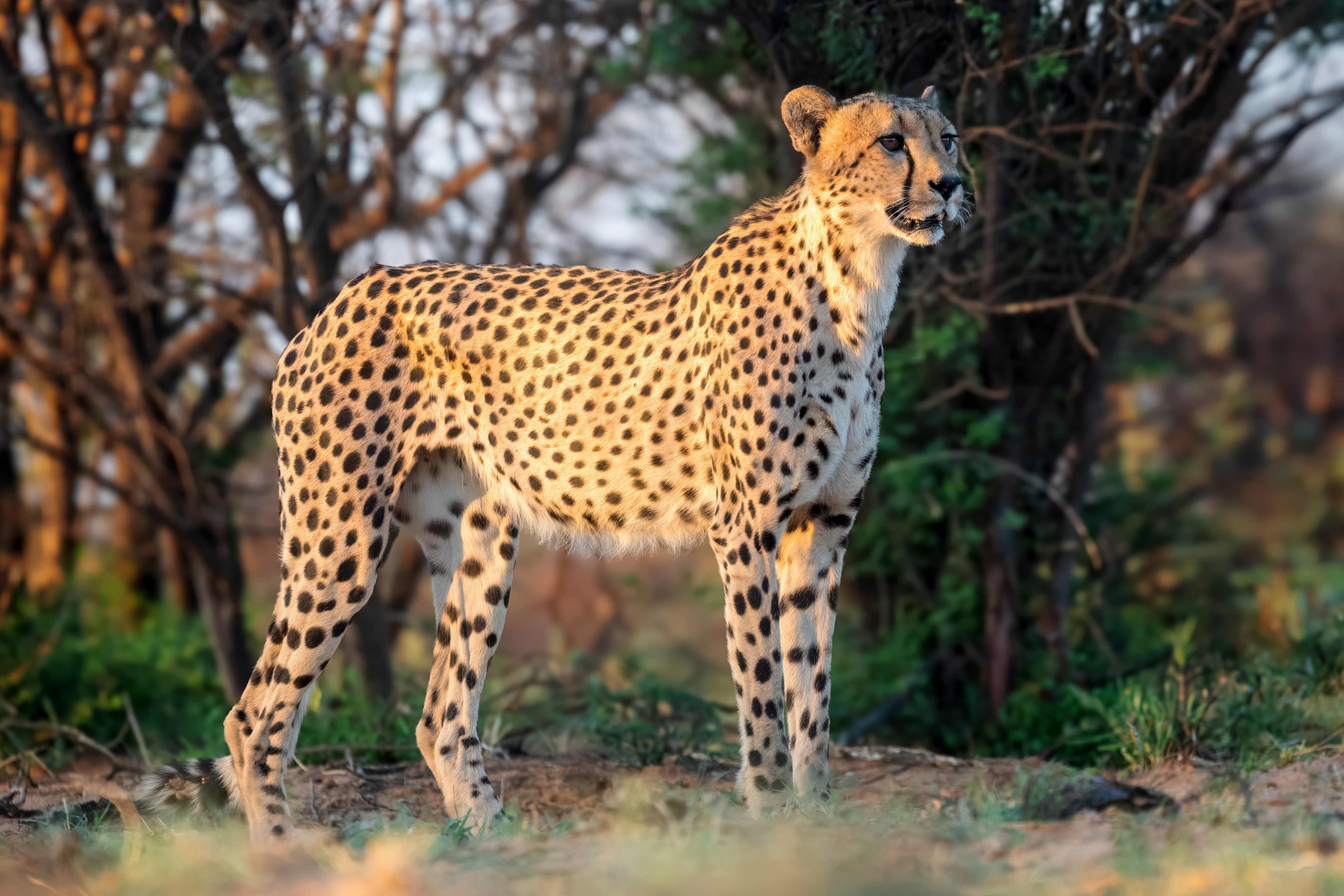
Gepard štíhlý, nejrychlejší suchozemský živočich současnosti.

- Ovádovití (Tabanidae) - 145 km/h (40,3 m/s), této rychlosti dosahují samečci poddruhu Hybomitra hinei wrighti.[1]

Ryby
- Plachetník druhu Istiompax indica - 132 km/h (36,7 m/s), novější práce však tuto hodnotu zpochybňují (maximální rychlost plachetníků má na základě svižnosti kontrakce svaloviny činit pouze asi 36 km/h, tedy rovných 10 m/s).[2]

Obojživelníci
- Mločík druhu Bolitoglossa altamazonica - 24,15 km/h (6,7 m/s).[3]

Plazi
- Varan obrovský (Varanus giganteus) - 40,23 km/h (11,2 m/s)[4], běžněji pak zhruba do 36 km/h (10 m/s)[5].

Ptáci
- Sokol stěhovavý (Falco peregrinus) - 389 km/h (108,1 m/s), dosaženo při nafilmovaném střemhlavém letu v roce 2005, běžnější je rychlost kolem 320 km/h (88,9 m/s). Nejrychlejší známý živočich současnosti.[6][7]

- Pštros dvouprstý (Struthio camelus) - 62,8 km/h (17,4 m/s), nepotvrzené údaje se pohybují až kolem 96 km/h (26,7 m/s). Nejrychlejší bipední (po dvou běhající) živočich současnosti.[8]

Savci
- Člověk - 44,72 km/h (12,4 m/s), dosaženo jamajským sprinterem Usainem Boltem v roce 2009. Nejvyšší okamžitá rychlost Bolta činila až 47,56 km/h (13,2 m/s).[9][10] Při rekordním maratónském běhu (2:00:35 hod.) činila průměrná rychlost vytrvalce takřka rovných 21 km/h (5,8 m/s).[11]

- Kůň domácí (Equus cabalus) - 88,5 km/h (24,6 m/s), jistější údaj z roku 2008 činí 70,76 km/h (19,7 m/s).[12][13]

- Gepard štíhlý (Acinonyx jubatus) - až 120,7 km/h (33,5 m/s), jistější údaje končí přibližně u rychlosti 104 km/h (28,9 m/s).[14] Nejrychlejší pozemský živočich současnosti.

Vyhynulí živočichové

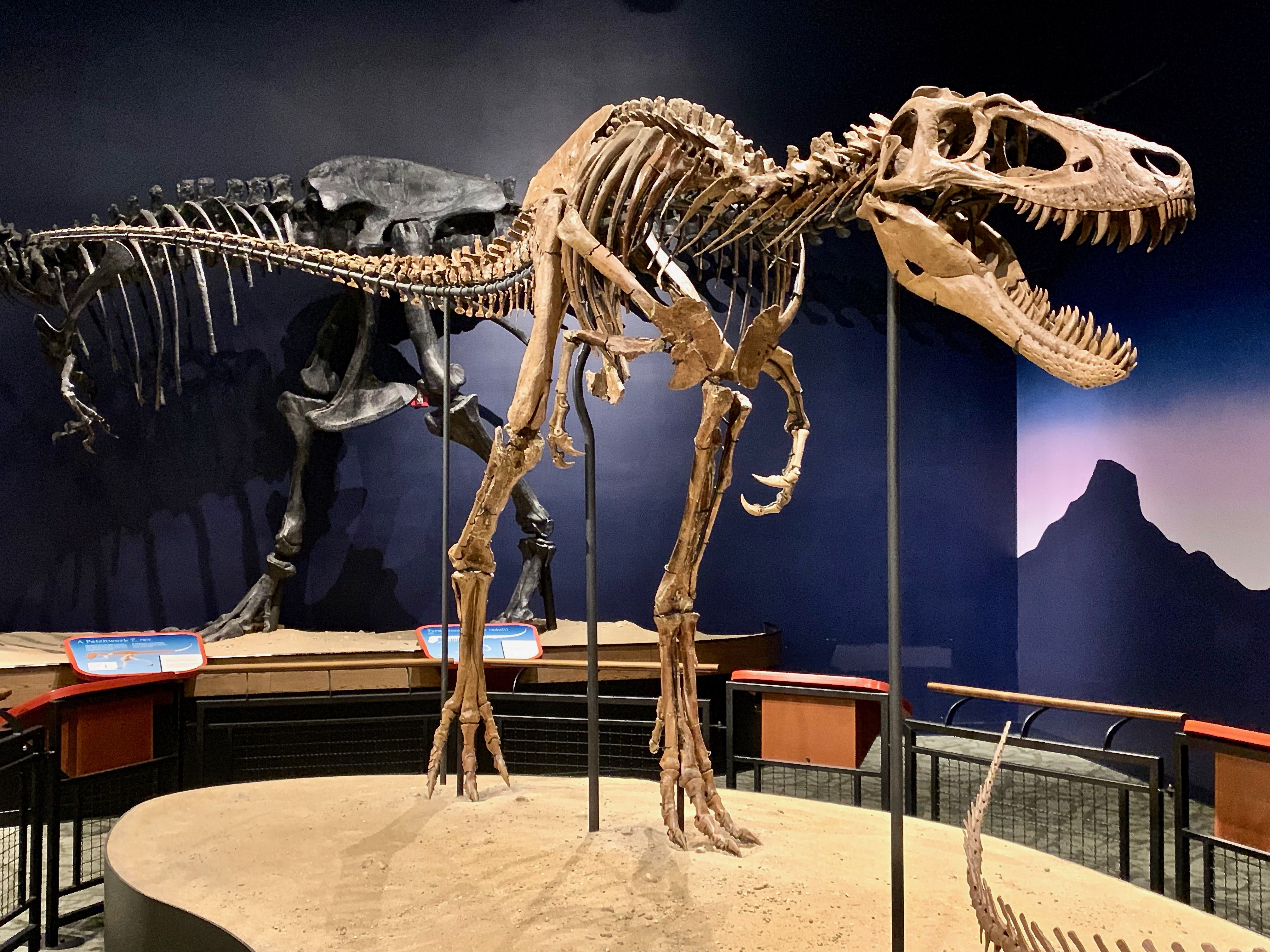
Mláďata druhu Tyrannosaurus rex, jako je exemplář "Jane", byli pravděpodobně velmi rychlými běžci.

- Dravý dinosaurus Tyrannosaurus rex - až 38,5 km/h (10,7 m/s), štíhlejší mládě pak až 52,2 km/h (14,5 m/s)[15][16], dle jiných odhadů však spíše pod 30 km/h[17].

- Obří sauropodní dinosauři, jako byl jihoamerický Argentinosaurus huinculensis se v dospělosti při hmotnosti kolem 80 tun pravděpodobně nedokázali rychle pohybovat. Maximální rychlost jejich chůze je odhadována asi na 8 km/h (2,2 m/s).[18]

- Nejvyšší rychlost dinosaura, odvozená z délky a vzájemné vzdálenosti fosilních stop, byla v roce 2021 odhadnuta na 49,3 km/h (13,7 m/s) a vychází ze série stop objevené v raně jurských sedimentech na území Utahu.[19] Podobná rychlost (kolem 50 km/h, tedy 13,9 m/s) byla stanovena také u ichnotaxonu Velociraptorichnus, fosilních stop popsaných v roce 2009 z Polska.[20][21]

## Nesprávný údaj
Dlouho se tradovalo, že střeček se může pohybovat rychlostí 1300 km/h, byť to již dávno bylo vyvráceno.